# Miconia spireaefolia
Miconia spireaefolia är en tvåhjärtbladig växtart som beskrevs av José Jéronimo Triana. Miconia spireaefolia ingår i släktet Miconia och familjen Melastomataceae. Inga underarter finns listade i Catalogue of Life.